# Mwibanda
Mwibanda är ett periodiskt vattendrag i Burundi.   Det ligger i provinsen Bujumbura Rural, i den centrala delen av landet, 20 km öster om huvudstaden Bujumbura.
Omgivningarna runt Mwibanda är en mosaik av jordbruksmark och naturlig växtlighet. Runt Mwibanda är det ganska tätbefolkat, med 185 invånare per kvadratkilometer.